# Registre des morts
Registre des morts (Book of the Dead, dans l'édition originale en anglais) est un roman policier et thriller américain de Patricia Cornwell publié en 2007. C'est le quinzième roman de la série mettant en scène le personnage de Kay Scarpetta.

## Résumé
Kay Scarpetta commence une nouvelle vie à Charleston, en Caroline du Sud et y ouvre un cabinet de médecine légale. Rien ne se passe comme elle le souhaite car des politiciens locaux n'approuvent pas sa présence. Elle commence une enquête sur une série de meurtres qui la conduira en Italie.

## Éditions
Édition originale américaine
- (en) Patricia Cornwell, Book of the Dead, New York, G. P. Putnam's Sons, 23 octobre 2007, 405 p. (ISBN 978-0-399-15393-8, LCCN 2007028170)

Éditions françaises
- Patricia Cornwell et Andrea H. Japp (traductrice) (trad. de l'anglais), Registre des morts : roman [« Book of the Dead »], Paris, Éditions des Deux Terres, 6 mars 2008, 467 p. (ISBN 978-2-84893-051-0, BNF 41219133)
- Patricia Cornwell et Andrea H. Japp (traductrice) (trad. de l'anglais), Registre des morts [« Book of the Dead »], Paris, Librairie générale française, coll. « Le Livre de poche Thriller » (no 31256), 25 mars 2009, 535 p. (ISBN 978-2-253-11908-1, BNF 41455014)